# Wenzel Eliatschek von Siebenburg
Wenzel Eliatschek, seit 1834 Eliatschek von Siebenburg, seit 1851 Freiherr Eliatschek von Siebenburg (* 29. April 1779 in Hermannstadt (Siebenbürgen); † 19. Mai 1871 in Innsbruck) war ein österreichischer Feldmarschallleutnant.

## Leben
Wenzel Eliatschek war der Sohn eines Soldaten, wohnte als Knabe der Belagerung von Belgrad bei und erhielt seine Bildung im Erziehungshaus des 49. Infanterieregiments. Aus dieser Anstalt trat er am 15. Juni 1796 als Gemeiner in die kaiserliche Armee ein, zeichnete sich mehrfach in den Kämpfen der Koalitionskriege der folgenden Jahre aus, so bei Waldsee, Elzach, Waldkirch, Hüningen, Ostrach, Stockach, am Luziensteige, in Graubünden, an der Zollbrücke bei Mayenfeld, bei Neffels und Molio, im Gefecht auf dem Ursulaberg in der Schweiz, dann bei der Blockade zu Braunau, und wurde am 1. September 1805 zum Fähnrich und wegen Auszeichnung in der Schlacht bei Austerlitz am 3. Dezember 1805 zum Unterleutnant befördert.
Seine Erhebung zum Oberstleutnant erfolgte am 1. März 1809. Er bewies sodann seinen Mut in den Schlachten bei Landshut und Ebelsberg sowie während der Einschließung von Wien und bei Aspern. In letztgenannter militärischer Auseinandersetzung zeigte er sich so tüchtig, dass ihm dies gleich darauf am 23. Mai 1809 die Ernennung zum Hauptmann einbrachte. Als solcher focht er mit Auszeichnung bei Wagram, Korneuburg und Znaim, 1813 bei Dresden, dann bei Augustenburg, Kösen und Hochheim, 1814 bei Brienne, Bar-sur-Aube und Arcis-sur-Aube sowie 1815 im südlichen Frankreich.
1821 nahm Eliatschek an der Expedition gegen Piemont teil, 1824 und 1825 an der gegen Neapel und rückte am 6. März 1828 zum Major sowie am 20. Februar 1832 zum Oberst auf. Von 1832 bis 1838 befehligte er das 14. k.u.k. Infanterieregiment. Er wurde am 11. August 1834 mit Namensmehrung von Siebenburg in den Adelsstand erhoben und am 7. Mai 1838 zum Generalmajor befördert. Seit 1838 befand er sich in Tirol. Seine dortigen Verdienste, namentlich im bewegten Jahr 1848, in dem er einen großen Beitrag zu dem ordnungsgemäßen Funktionieren des Militärapparats im Hinterland und zu der Wahrung des Friedens leistete, fanden Anerkennung in seiner am 27. Januar 1849 erfolgenden Ernennung zum Feldmarschallleutnant und seiner 1851 beschlossenen Erhebung in den Freiherrnstand.
Nach 54-jähriger Dienstzeit unter den vier österreichischen Monarchen Leopold II., Franz II./I., Ferdinand I. und Franz Joseph I. nahm Eliatschek 1850 seinen Abschied vom aktiven Berufsleben und wohnte seitdem in der Stadt Innsbruck, zu deren Ehrenbürger er am 1. Mai 1849 erklärt worden war. Hier starb er 1871 im Alter von 92 Jahren.